# Wann (Oklahoma)
Wann – miasto w Stanach Zjednoczonych, w stanie Oklahoma, w hrabstwie Nowata.